# 田中良 (政治家)
田中 良（たなか りょう、1960年（昭和35年）11月4日 - ）は、日本の政治家。東京都杉並区長（3期）、東京都議会議長（第42代）、東京都議会議員（5期）、杉並区議会議員（1期）等を務めた。

## 来歴
東京都杉並区生まれ。杉並ひまわり幼稚園、杉並区立桃井第五小学校、獨協中学校・高等学校を経て、1984年に明治大学政治経済学部卒業。明大在学中は雄弁部に所属していた。同年にテレビ東京へ入社し、おもに営業を担当した。
1990年、第39回衆議院議員総選挙に進歩党公認で旧東京4区（定数5）から出馬したが、得票数9位で落選した。
1991年、杉並区議会議員選挙に出馬し、最年少でトップ当選した。1993年、1期目の任期途中で区議を辞職し、日本新党公認で東京都議会議員選挙に杉並区選挙区から出馬して当選した。以後、2010年まで5期連続で当選した。
1994年の日本新党解党に伴い、新進党・刷新クラブ・旧民主党を経て、1998年以降は民主党に所属。都議会新進党政策審議会長や都議会刷新クラブ幹事長、都議会民主党団長・幹事長・政策調査会長を歴任した。
2009年に東京都議会議員選挙で民主党が第一党に躍進し、選挙後の議会で史上最年少で東京都議会議長に選出された。都議時代、高島直樹と親交を深めた。

### 2010年杉並区長選挙
2010年4月18日、保守系の首長、地方議員らによって日本創新党が結成され、杉並区長の山田宏が党首に就任した。5月13日に日本創新党は、第22回参議院議員通常選挙東京都選挙区で山田主宰の勉強会に参加していた金融庁職員の藤岡隆雄を擁立すると発表。山田は5月30日の党大会で、参院選に同選挙区から出馬する考えを表明した。5月31日付で区長を辞職した。藤岡は山田区政批判を始め、6月4日に杉並区長選へみんなの党推薦で立候補する意向を表明した。山田は眼科医で元杉並区議会議員の千葉奈緒子を擁立。自由民主党東京都連会長の石原伸晃に千葉支持を要請した。6月10日、千葉は自民党の集会に登壇し、区長選への出馬を正式に表明した。田中は区長選への出馬をすでに決断していたが、千葉が田中の元妻であったため、夕刊紙に「泥沼の夫婦対決」の見出しが躍った。
7月2日に田中は東京都議会議員を辞職した。山田の辞職に伴い、第22回参議院議員通常選挙に合わせて同じ7月11日に実施された杉並区長選挙に民主党、社会民主党、東京・生活者ネットワーク3党の推薦を受けて立候補。出陣式には参院選比例区から立候補した谷亮子が姿を見せ、人垣ができた。山田宏と石原伸晃の支援を受けた千葉、日本共産党公認の沢田俊史、みんなの党推薦の藤岡らを破り、初当選した。
※当日有権者数：448,526人 最終投票率：57.63%（前回比：15.53pts）
| 候補者名   | 年齢 | 所属党派   | 新旧別 | 得票数    | 得票率 | 推薦・支持                                           |
| ---------- | ---- | ---------- | ------ | --------- | ------ | ---------------------------------------------------- |
| 田中良     | 49   | 無所属     | 新     | 102,990票 | 44.10% | （推薦）民主党、社会民主党、東京・生活者ネットワーク |
| 千葉奈緒子 | 49   | 無所属     | 新     | 84,498票  | 36.18% |                                                      |
| 沢田俊史   | 59   | 日本共産党 | 新     | 22,289票  | 9.54%  |                                                      |
| 藤岡隆雄   | 33   | 無所属     | 新     | 19,306票  | 8.27%  | （推薦）みんなの党                                   |
| 土田三盛   | 60   | 無所属     | 新     | 4,450票   | 1.91%  |                                                      |

### 2014年杉並区長選挙
2014年6月29日投票の杉並区長選挙で、自民・公明は独自候補の擁立を断念したが、両党会派の区議は再選を目指す田中を支援した。民主党会派も田中を支援した。田中のほかには日本維新の会所属の元区議の佐々木浩が「山田宏前区長の後継者」を掲げて立候補し、そのほか元区議の堀部康、元区議の山崎一彦ら計4人が立候補した。30日に開票され、田中が2期目の当選を果たした。
※当日有権者数：450,734人 最終投票率：28.79%（前回比：28.84pts）
| 候補者名 | 年齢 | 所属党派 | 新旧別 | 得票数   | 得票率 | 推薦・支持         |
| -------- | ---- | -------- | ------ | -------- | ------ | ------------------ |
| 田中良   | 53   | 無所属   | 現     | 56,342票 | 45.03% |                    |
| 佐々木浩 | 49   | 無所属   | 新     | 33,064票 | 26.42% |                    |
| 堀部康   | 44   | 無所属   | 新     | 19,775票 | 15.80% |                    |
| 山崎一彦 | 70   | 無所属   | 新     | 14,961票 | 11.96% | （推薦）日本共産党 |
| 根上隆   | 64   | 無所属   | 新     | 989票    | 0.79%  |                    |

### 2018年杉並区長選挙
2016年に田中は、「人口は減っておらず小学校廃校は必要ない」「教育・住環境が悪化する」といった周辺住民らの強い反対を押し切って杉並区立小中一貫教育校高円寺学園の新築計画を進めた。同年12月、建設工事の入札が行われ、白石・渡辺・目時・矢島建設共同企業体（代表：白石建設）が落札した。2017年2月3日、白石建設の部長が住民との話し合いの最中に、突然自分で倒れ、住民に押されて倒れたと告訴した。事件は受理されたが、嫌疑なしで不起訴となった。4月18日に都の建築許可が下り、5月に白石建設ら4社は、住民らに対し妨害禁止の仮処分を申請した。東京高裁は、工事車両へ接近の禁止を命令した。同年7月、住民らは保全異議申し立てを行った。9月13日に区議の松尾百合は区議会本会議で、白石建設らが行ったことは住民の反対を抑え込むためのスラップ訴訟と訴えた。
2018年6月24日投票の杉並区長選挙に向け、前述の住民らは、訴訟代理人を務めた弁護士の三浦佑哉を擁立した。三浦は緑の党、新社会党の推薦と日本共産党の支持を得て立候補。参議院議員の山本太郎が連日応援に入った。田中は政党の推薦は受けなかったものの、8年前の区長選では対立候補を支援していた自民党の石原伸晃からも支持を受けた。三浦、元区議の木梨盛祥ら3候補を破り、3期目の当選を果たした。
※当日有権者数：468,921人 最終投票率：32.02%（前回比：3.23pts）
| 候補者名 | 年齢 | 所属党派 | 新旧別 | 得票数   | 得票率 | 推薦・支持                                  |
| -------- | ---- | -------- | ------ | -------- | ------ | ------------------------------------------- |
| 田中良   | 57   | 無所属   | 現     | 73,233票 | 50.31% |                                             |
| 三浦佑哉 | 34   | 無所属   | 新     | 37,067票 | 25.46% | （推薦）緑の党、新社会党 （支持）日本共産党 |
| 木梨盛祥 | 68   | 無所属   | 新     | 29,806票 | 20.47% |                                             |
| 南俊輔   | 33   | 無所属   | 新     | 5,467票  | 3.76%  |                                             |

緊急事態宣言発令中の2021年7月14日に公用車で群馬県長野原町のゴルフ場を訪れ、支持者が離れた。10月の衆院選で石原伸晃を全面的に応援するも、石原は野党統一候補の吉田晴美に敗れて比例でも復活しなかった。

### 2022年杉並区長選挙
2022年2月9日に区議会定例会で4選出馬を表明した。4月10日に、児童館統廃合や高円寺駅、阿佐ケ谷駅、西荻窪駅周辺の道路拡幅事業などの田中の区政運営に批判的な区民らが結成した市民団体が元NGO職員の岸本聡子を候補者に擁立した。4月4日、区政に批判的な大泉泰政、浅井邦夫、渡辺友貴、井原太一、大和田伸、今井洋、脇坂達也、吉田愛、井口かづ子の9人の区議が会派「杉並区議会自由民主党」（15人）から脱会し、新会派「自由民主党杉並区議団」を結成。区議会の最大会派となる。5月16日に西荻南の旧こけし屋本館ビルに選挙事務所を開設した。
田中は『広報すぎなみ』5月1日号に特集「すぎなみのまちづくりの今とこれから Vol.1」（荻窪、阿佐谷、方南・和泉地域）を掲載した。「同 Vol.2」（井草、西荻、高円寺・高井戸地域）の掲載号である6月1日号が発行される直前の5月24日に、会派「杉並区議会自由民主党」に所属する安斉昭は区議会本会議で特集内容に言及。「先日、西荻や高円寺で、駅前再開発に反対するデモが行われたが、高円寺駅の北口再開発事業の東京都の計画は具体化していない。西荻窪駅についても、私は再開発に関する話を聞いたことがない」と述べ、区は都市計画道路拡張計画に伴う西荻窪と高円寺の駅前再開発を計画しているのかと質問した。田中は「区長選挙のたびに『区長が変わらないと再開発が行われる』と盛んに喧伝する政治勢力がいるようだが、まさにこれはフェイクニュースであり、大変迷惑をしている。現在、区において高円寺駅北口の再開発、西荻窪の駅前再開発の計画はない。私自身が関わっている事実もない」と答弁した。5月28日に保守系区議の田中裕太郎が出馬表明した。
同年6月12日、区長選挙が告示される。上記の3人が立候補を届け出た。田中は自民党、公明党の支援と連合東京の推薦のほか石原伸晃の協力も得て、組織戦を展開した。道路拡幅事業や駅前再開発は区長選の争点となった。6月19日投票、同月20日開票。自民党区議が田中派と反田中派に分裂したことに加え、田中裕太郎とのあいだで票が分散したことから、岸本に187票の僅差で敗れ落選した。
※当日有権者数：472,619人 最終投票率：37.52%（前回比：5.5pts）
| 候補者名   | 年齢 | 所属党派 | 新旧別 | 得票数       | 得票率 | 推薦・支持 |
| ---------- | ---- | -------- | ------ | ------------ | ------ | --- |
| 岸本聡子   | 47   | 無所属   | 新     | 76,743票     | 44.41% | （推薦）立憲民主党、日本共産党、れいわ新選組、社民党、 杉並・生活者ネットワーク、緑の党グリーンズジャパン、新社会党 |
| 田中良     | 61   | 無所属   | 現     | 76,556.724票 | 44.31% | （推薦）連合東京 |
| 田中裕太郎 | 46   | 無所属   | 新     | 19,487.275票 | 11.28% | |

## 政策・主張

### 受動喫煙問題
- 田中は杉並区長就任時、庁内のルールを逸脱しながらも区長応接室に灰皿を置いており、杉並区議の堀部康に議会で指摘されたことを受け灰皿を撤去した。2016年3月10日の杉並区議会予算特別委員会において、堀部が「（灰皿を撤去したことは）当然だと思うんですね。今まで何であったんですかね」と質問したところ、田中は「当然じゃないよ」と発言した[48][49]。
- 2017年11月14日に、小池百合子東京都知事が制定を目指していた、東京都の罰則付き受動喫煙防止条例に対し、「分権に反する」「受動喫煙防止という目的に異論はない。だが、都が一律に規制するのはファッショ的だ」と述べ、成立に反対の意向を表明した[50]。2018年2月1日に東京都庁で行われた23特別区の区長による意見交換会で、条例の規制対象に官公庁など区立施設が含まれることについて「区に管理権限がある施設まで、相談もせず規制をかけるのは問題だ」「自治体の代表として待ったをかけるべきだ」と批判した[51]。2018年5月15日に都内で行われた特別区長会の会合で、区長らに協力を要請した小池知事に対し、「大手町と小笠原村で一律のルールを作ることは合理的か」「具体的な実行計画は基礎自治体が作るのが合理的で、それを都や国が支援するのが分権国家の政策の進め方だ」などと述べて再三批判したが[52][53][54]、条例は6月27日に都議会本会議で可決されて成立した[55][56]。

### 浜渦東京都副知事に対する問責決議
2005年3月14日の東京都議会予算特別委員会で、浜渦武生副知事が、都社会福祉総合学院の運営に関する浜渦への「やらせ質問」を民主党所属の都議に行わせていたことが、百条委員会で判明した。浜渦に対する問責決議に民主党は反対する方針を決定していたが、田中ら5人の都議が自党の百条委員会への対応を批判し、議員グループ「議会の権能を守る会」を結成。問責決議案の採決では、民主党都議19人中6人が造反し、賛成票を投じた。会派拘束に反した行動を主導したことなどから、都議会幹事長の名取憲彦は、田中、和田宗春の2人を会派から除名する処分を下した。田中、和田、林知二の都議3人は、新たな会派「民主党東京都議会議員団」を結成して都議会の民主党会派は事実上分裂したが、7月の都議選を経て、分裂していた民主党は当選した35人全員で会派結成届を提出し、田中も再び都議会民主党の会派に加わった。

### 減税基金条例の廃止
山田前区長が進めていた「将来は住民税をゼロにする」杉並区減税基金条例について、田中は「減税で税収が増えるなら、どの自治体でもやっている。減税基金はリアリティーがない虚構である」などと主張し、積み立てを凍結した上で条例を廃止した。

### 多選自粛条例の廃止
山田前区長が制定を主導した多選自粛条例を廃止する条例案を2010年11月に区議会に提出し、賛成多数で可決された。

### 区立小中学校へのエアコン設置
山田前区長は区立小中学校のエアコン設置を控えてきたが、田中は区長就任後に方針を転換し、全校の普通教室へ設置を表明して予算に費用を計上した。

## 不祥事

### 公用車不正使用疑惑
2018年3月6日に杉並区議会予算特別委員会で、公用車の不適切な使用について指摘を受けた。田中は「記憶が定かではない」が「常時、連絡が必要なため公用車を使ったのだと思う」と使用を認め、今後の運用は「研究していきたい」と答弁した。5月31日の杉並区議会定例会で、再度公用車の不適切な使用が指摘されたが、区はいずれも「妥当である」と答弁した。区議会で指摘された公用車の不適切な使用を列挙する。
- 2016年4月16日に、目黒区長選挙に立候補した青木英二区長激励のため、青木の選挙事務所を訪問[62][64]。
- 2017年5月23日に世田谷区の山口拓都議（民進党）決起集会へ参加[62][63]。
- 2017年5月31日に練馬区の浅野克彦都議（民進党）決起集会へ参加[62][63]。
- 2017年に公用車で計48回新宿区内を訪れ、うち28回は公務の内容が「不明」であった[62]。同年の公用車使用のうち、80回は午後11時以降でうち27回は午前0時以降であった[62]。

### 女性議員への威圧
2017年11月24日の区議会定例会の保健福祉委員会で、吉田愛の質問に田中は机を強く叩きながら答弁した。当該行為が威圧的でパワハラとも捉えられると指摘された。田中は「気合いを入れて御答弁しなければならないと思ったものですから。威圧と捉えられれば、それは誤解だというふうに思います。そう捉えられていれば、おわびを申し上げます」と述べた。

### 緊急事態宣言下に都外ゴルフ場へ移動
2021年7月14日に東京都で新型コロナウイルス感染症による緊急事態宣言が発令中、東京商工会議所杉並支部の幹部会議参加のため、公用車で群馬県長野原町のゴルフ場を訪れた。東京都はこの時期、都民に不要不急の都道府県境を越えた移動自粛を要請していた。田中は同日昼に公用車で区役所を出発し、現地で区の新型コロナウイルス対策やワクチンの接種状況を講演し、夜は複数の幹部と会食した。現地で1泊して15日に新幹線で帰京した。会食の際に酒類が提供されたかどうかについては「あったかもしれないが覚えていない」と答えた。

## 著作
- 「実録！東京都議会議員 私はこうして闘った」2001年3月、クレイヴ社 ISBN 9784916109293
- 「実録！東京都議会議員〈パート2〉破綻寸前！東京の“道路公団”～道州国家の参議院改革論」2004年5月、日刊現代 ISBN 9784879690944